# رودلف فورستر
رودلف فورستر (بالألمانية: Rudolf Forster)‏ (و. 1884 – 1968 م) هو ممثل مسرحي، وممثل أفلام نمساوي، توفي عن عمر ينار 84 عاماً.
هوا احد شخصيات العامه رودلف فورستر.[ا]

## جوائز
حصل على جوائز منها:

جائزة الفيلم الألماني ‏

## وصلات خارجية
- رودلف فورستر على موقع IMDb (الإنجليزية)
- رودلف فورستر على موقع مونزينجر (الألمانية)
- رودلف فورستر على موقع ألو سيني (الفرنسية)
- رودلف فورستر على موقع أول موفي (الإنجليزية)
- رودلف فورستر على موقع قاعدة بيانات الأفلام السويدية (السويدية)
- رودلف فورستر على موقع ديسكوغز (الإنجليزية)
- رودلف فورستر على موقع قاعدة بيانات الفيلم (الإنجليزية)
- رودلف فورستر على موقع كينوبويسك (الروسية)